# ラヴェンナ総督府

ラヴェンナ総督府
Exarchatus Ravennatis
Εξαρχάτο της Ραβέννας

600年ごろのラヴェンナ総督領（赤）と東ローマ帝国（桃）

ラヴェンナ総督府（ラヴェンナそうとくふ、ラテン語: Exarchatus Ravennatis）もしくはイタリア総督府 (イタリアそうとくふ、イタリア語: Esarcato d'Italia) は、東ローマ帝国がイタリア半島統治のためにラヴェンナに設置した政府機関。584年に設立され、751年に最後の総督（エクザルフ）がランゴバルド人に倒されるまで存続した。ユスティニアヌス1世がより効率的な西方統治のために設置した、アフリカ総督府と対になる総督府である。

## 背景
402年、西ローマ皇帝ホノリウスは首都をローマからラヴェンナに移した。アドリア海に面した良港があり、また陸上では沼沢に囲まれ防衛に有利だったためである。476年の西ローマ帝国滅亡後、オドアケルや東ゴート王国を建てたテオドリックもラヴェンナを首都とした。
ゴート戦争中の540年、東ローマ帝国の将軍ベリサリウスがラヴェンナを占領し、ここをイタリア統治の拠点とした。この頃の東ローマ帝国のイタリア支配体系は、かつてディオクレティアヌス帝が整備し、オドアケルや東ゴート人も利用した制度をそのまま踏襲した道制度であった。

## ランゴバルド人の侵攻と総督府の成立

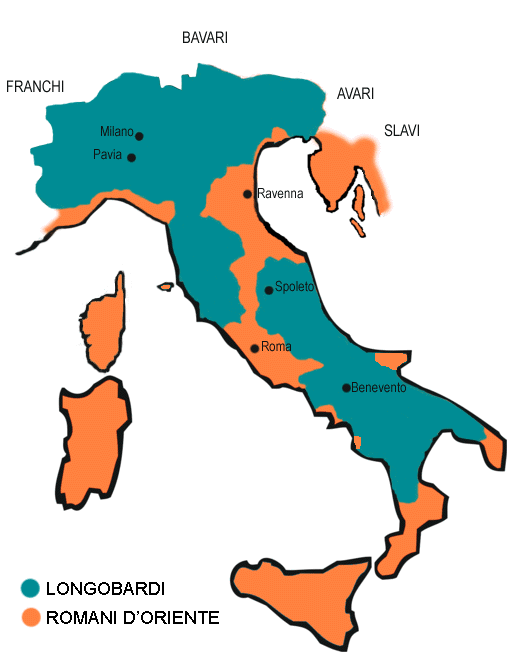
590年のイタリア。帝国領（橙）ランゴバルド領（緑）

568年、アルボイン率いるランゴバルド人とその同盟部族集団が北イタリアに侵攻した。この地域は554年まで20年近くにわたり続いたゴート戦争による荒廃からほとんど復興していなかった。東ローマ軍の抵抗は弱く、569年にはメディオーラーヌム（ミラノ）を奪われた。さらに3年間の包囲戦の末572年にパヴィーアを落としたランゴバルド人は、ここをランゴバルド王国の首都とした。数年のうちにファロアルド1世やゾットらランゴバルド人が中央イタリアや南イタリアを征服し、それぞれスポレート公国とベネヴェント公国を建てた。しかし572年にアルボインが、574年にその後継者クレフが暗殺されランゴバルド王国が諸公の時代に入ると、ランゴバルド人の勢いが一時的に弱まった。
これを好機と見た皇帝ユスティヌス2世は娘婿のバドゥアリウスをイタリアに派遣したが、バドゥアリウスはランゴバルド人に敗れ戦死した。またバルカン半島も混乱の渦中にあり、もはや東ローマ帝国はイタリア政策に注力することができなくなった。ランゴバルド人に食い破られた帝国領イタリアは飛び地ばかりとなり、580年にティベリウス2世はイタリアの大部分を喪失した事実を認め、イタリアの領土を5つの州（エパルキエス）に分割した。すなわちアンノナリア（ラヴェンナ）、カラブリア、カンパニア、エミリア、ウルビカリア（ローマ周辺）である。6世紀が終わるまでに、この5州ではそれぞれ新たな支配体系が成立した。ラヴェンナには総督府がおかれ、総督にはラヴェンナ市、港、その周辺（北はポー川でヴェネツィア公国に接し、南はマレッキア川でペンタポリス公国に接する領域）における、内政と軍事、教会管理の権限が与えられた。

## 総督府の概要
ランゴバルド人が内陸部を制圧したため、東ローマ帝国の勢力は諸公国（ローマ公国、ヴェネツィア公国、カラブリア公国、ナポリ公国、ペルージャ公国、ペンタポリス公国、テマ・ルカニアなど）が押さえる海岸の諸都市に限られた。これらの帝国領の政治的・軍事的な長であるラヴェンナ総督は、コンスタンティノープルにいる皇帝の代理に相当する地位であった。その直接の統治領域はアペニン山脈の東側を覆っていた。その他の帝国領はドゥクスやマギストリ・ミリトゥムがより強い権威を持っていた。とはいえ、少なくとも名目上は、イタリア半島全体がラヴェンナ総督府の管轄とされていた。同じ帝国領でも、シチリア島は独自の政府がおかれ、またコルシカ島やサルディーニャ島はアフリカ総督府が統括した。
パヴィーアを首都としたランゴバルド王国は、ピエモンテ、ロンバルディア、ヴェネツィア本土（ヴェネツィア島を除く大陸部）、トスカーナ、カンパニア内陸部を押さえ、640年にはリグリアからも帝国の勢力を駆逐した。ナポリやカラブリアの帝国領もベネヴェント公国によって少しずつ削られていき、ローマでは教皇が実質的な支配者となっていた。教皇とラヴェンナ総督は、対立と協力を繰り返した。教皇はローマにおける帝国への不満緩和に利用される一方で、教皇やローマ元老院は、自分たちを支配している総督を外部からの介入者として疎んでいた。
総督府の歴史は、皇帝による集権的主権のもとでの統治からヨーロッパ封建制への過渡期にあたっていた。コンスタンティノープルの皇帝の努力にもかかわらず、総督などの中央に結び付けられていた役人は次第に世襲的、血族的になり、地域の土地所有者、支配者に変質していった。またランゴバルド人に対する防衛戦力供給のために、最初は正規の帝国軍に付随するだけだった領内からの徴募兵が、次第に中央から独立した常備軍の様相を呈するようになった。こうした軍隊はラヴェンナ以外でもイタリア各地の帝国領都市でみられ、中世イタリア都市国家の市民軍の先駆となった。

## 終焉とその後
6世紀から7世紀にかけてランゴバルド人やフランク人の脅威が増し、イコノクラスムをめぐるローマ教皇と東ローマ皇帝・コンスタンティノープル総主教の対立が深まる中で、間に立つラヴェンナ総督府の立場は一層不安定になった。皇帝レオーン3世はラヴェンナ総督パウルスに対し、重税に抵抗する教皇グレゴリウス2世を殺すか投獄するよう命じたが、パウルスはこれに失敗して727年にグレゴリウス2世が扇動した反乱軍によって殺された。エウティキウスが後を継いだが、751年にランゴバルド王アイストゥルフに滅ぼされ、ラヴェンナ総督府は消滅した。このことは同時に、上記のように皇帝との対立を深めていたローマ教皇の自立を意味した。総督府滅亡直前の740年時点でラヴェンナ総督府の支配下にあった地域は、イストリア、ヴェネツィア、フェラーラ、ラヴェンナ（厳密な意味でのラヴェンナ総督領）、ペンタポリス、ペルージャだった。
教皇ステファヌス2世の要請を受けたフランク王ピピン3世は、756年にランゴバルド王国を破り、旧ラヴェンナ総督領を東ローマ帝国に返還せずそのまま教皇に寄進した。このピピンの寄進は、774年にランゴバルド王国を滅ぼしたカール大帝によって拡充され、ここに教皇領が成立した。ただしラヴェンナ大司教は東ローマ帝国以来のラヴェンナにおける特権と独立教会の地位を保った。
ランゴバルド人によるラヴェンナ総督府の滅亡、そして教皇の東ローマ帝国からの独立によって、ユスティニアヌス1世時代に獲得された東ローマ領イタリアはそのほぼすべてが失われた。総督府滅亡後、ナポリやカラブリアなど残存している南イタリア（マグナ・グラエキア）の東ローマ帝国領はバーリのカテパノの統括下に入った。9世紀にシチリアがアラブ人に征服されると、この地域はテマ・カラブリアとテマ・ランゴバルディアに再編され、アドリア海北岸のイストリアはダルマティアに編入された。

## ラヴェンナ総督の一覧
任期については、史料によって異なる場合がある。
- デキウス (584–585)
- スマラグドゥス (585–589)
- ロマヌス (589–596)
- カッリニクス (596–603)
- スマラグドゥス (再任、603–608)
- ヨハネス1世 (608–616)
- エレウテリウス (616–619)
- イサキウス (625–643)
- テオドルス1世カッリオパス (643–645)
- プラト (645–649)
- オリュンピウス (649–652)
- テオドルス1世カッリオパス (再任、653 – c. 666)
- グレゴリウス (c. 666)
- テオドルス2世 (678–687)
- ヨハネス2世プラトゥス (687–702)
- テオフィラクトゥス (702–710)
- ヨハネス3世リゾコプス (710–711)
- スキオラスティクス (713–723)
- パウルス (723–727)
- エウティキウス (727–752)